# Downers Grove
Downers Grove je vesnice ve správních obvodech Downers Grove Township a Lisle Township, okrese DuPage County, státu Illinois, USA. Podle sčítání lidu v roce 2000 měla 48 724 obyvatel, oficiální odhad v roce 2008 činil 49 250 obyvatel.
Vznik Downers Grove lze klást do roku 1832, kdy se zde usadil Pierce Downer, evangelík z New Yorku, spolu s dalšími třemi rodinami osadníků. První škola byla otevřena roku 1844. V roce 1862 železniční společnost Chicago, Burlington and Quincy Railroad rozšířila trať z Aurory do Chicaga skrz Downers Grove, což podpořilo nárůst obyvatel. Poněkud neobvyklý pravopis bez apostrofu byl zaveden v roce 1873, když byla vesnice začleněna jako správní jednotka. Výstavba dvou hlavních silnic v severní a východní části vesnice, I-355 v roce 1989 a co je nyní zváno jako I-88 v roce 1958, ulehčila přístup ke zbytku metropolitní oblasti Chicaga.
V Downers Grove působí 12 veřejných základních škol, dvě veřejné střední školy a dvě veřejné vysoké školy, Downers Grove North High School a Downers Grove South High School.